# Limenitis bredowii
Limenitis bredowii är en fjärilsart som beskrevs av Jacob Hübner 1837. Limenitis bredowii ingår i släktet Limenitis och familjen praktfjärilar. Inga underarter finns listade i Catalogue of Life.